# Кирейское муниципальное образование
Кирейское муниципальное образование — сельское поселение в Тулунском районе Иркутской области России. Административный центр — село Уйгат.

## Демография
| 2010 | 2011 | 2012 | 2013 | 2014 | 2015 | 2016 |
| ---- | ---- | ---- | ---- | ---- | ---- | ---- |
| 466  | ↘464 | ↘454 | ↘435 | ↘424 | ↘401 | ↗403 |
| 2017 |      |      |      |      |      |      |
| ↘386 |      |      |      |      |      |      |

По результатам Всероссийской переписи населения 2010 года
численность населения муниципального образования составила 466 человек, в том числе 258 мужчин и 208 женщин.

## Состав сельского поселения
| № | Населённый пункт | Тип населённого пункта       | Население |
| - | ---------------- | ---------------------------- | --------- |
| 1 | Белая Зима       | посёлок                      | →0        |
| 2 | Кривуша          | деревня                      | →27       |
| 3 | Уйгат            | село, административный центр | ↘427      |

Исчезнувшие населённые пункты на территории поселения
- Баракшин
- Большой Углой
- Бушканай
- Здравоозёрный
- Калярты
- Кирейская Заимка
- Крутой Ключ
- Средняя Зима